# أولاد خضير
أولاد خضير مركز دائرة بولاية بني عباس الجزائرية تقع اٍلى الجنوب من مدينة بني عباس. يبلغ عدد سكانها 4500 نسمة، وبها زاوية سيدي عبد الله بن عمار التي تأسست قبل حوالي الأربع قرون.
بها أربع قصور أشهرها قصر أولاد رافع والذي يعد أكبر قصر فيها، يليه قصر أولاد خضير فلقصر ثم الحي الجديد واخيرا لخبايب.

## المناخ
يظهر الجدول التالي التغييرات المناخية على مدار السنة لأولاد خضير:
| البيانات المناخية لـأولاد خضير    | البيانات المناخية لـأولاد خضير | البيانات المناخية لـأولاد خضير | البيانات المناخية لـأولاد خضير | البيانات المناخية لـأولاد خضير | البيانات المناخية لـأولاد خضير | البيانات المناخية لـأولاد خضير | البيانات المناخية لـأولاد خضير | البيانات المناخية لـأولاد خضير | البيانات المناخية لـأولاد خضير | البيانات المناخية لـأولاد خضير | البيانات المناخية لـأولاد خضير | البيانات المناخية لـأولاد خضير | البيانات المناخية لـأولاد خضير |
| الشهر                             | يناير                          | فبراير                         | مارس                           | أبريل                          | مايو                           | يونيو                          | يوليو                          | أغسطس                          | سبتمبر                         | أكتوبر                         | نوفمبر                         | ديسمبر                         | المعدل السنوي                  |
| --------------------------------- | ------------------------------ | ------------------------------ | ------------------------------ | ------------------------------ | ------------------------------ | ------------------------------ | ------------------------------ | ------------------------------ | ------------------------------ | ------------------------------ | ------------------------------ | ------------------------------ | ------------------------------ |
| متوسط درجة الحرارة الكبرى °م (°ف) | 19.4 (66.9)                    | 22.4 (72.3)                    | 26.8 (80.2)                    | 31.8 (89.2)                    | 36.0 (96.8)                    | 41.9 (107.4)                   | 45.3 (113.5)                   | 43.8 (110.8)                   | 39.3 (102.7)                   | 31.8 (89.2)                    | 24.7 (76.5)                    | 18.6 (65.5)                    | 31.8 (89.3)                    |
| المتوسط اليومي °م (°ف)            | 11.8 (53.2)                    | 14.6 (58.3)                    | 18.7 (65.7)                    | 23.5 (74.3)                    | 27.7 (81.9)                    | 33.3 (91.9)                    | 36.6 (97.9)                    | 35.4 (95.7)                    | 31.5 (88.7)                    | 24.4 (75.9)                    | 17.8 (64.0)                    | 12.2 (54.0)                    | 24.0 (75.1)                    |
| متوسط درجة الحرارة الصغرى °م (°ف) | 4.2 (39.6)                     | 6.8 (44.2)                     | 10.7 (51.3)                    | 15.3 (59.5)                    | 19.5 (67.1)                    | 24.8 (76.6)                    | 28.0 (82.4)                    | 27.1 (80.8)                    | 23.7 (74.7)                    | 17.1 (62.8)                    | 10.9 (51.6)                    | 5.8 (42.4)                     | 16.2 (61.1)                    |
| الهطول مم (إنش)                   | 3 (0.1)                        | 4 (0.2)                        | 6 (0.2)                        | 2 (0.1)                        | 1 (0.0)                        | 0 (0)                          | 0 (0)                          | 1 (0.0)                        | 2 (0.1)                        | 4 (0.2)                        | 5 (0.2)                        | 4 (0.2)                        | 32 (1.3)                       |
| المصدر: climate-data.org          |                                |                                |                                |                                |                                |                                |                                |                                |                                |                                |                                |                                |                                |